# Three Live Ghosts (1922)
Three Live Ghosts é um filme de comédia produzido no Reino Unido e lançado em 1922.
O filme foi dirigido por George Fitzmaurice, com roteiro de Ouida Bergère baseado em uma peça de Frederic Stewart Isham e Max Marcin.

## Sinopse
Spoofy, Jimmy Gubbins, and Billy Foster são dados como mortos na Primeira Guerra Mundial. Na realidade, eles foram mantidos prisioneiros dos alemães e libertos ao fim da guerra. Eles retornam à Inglaterra, onde descobrem que foram declarados mortos, e passam a se denominar Os Três Fantasmas Vivos.

## Elenco[1]
- Norman Kerry - Billy Foster
- Anna Q. Nilsson - Ivis
- Edmund Goulding - Jimmy Gubbins
- John Miltern - Peter Lame
- Cyril Chadwick - Spoofy
- Claire Greet - Mrs. Gubbins
- Dorothy Fane - the Duchess
- Annette Benson - Mrs. Woofers
- Windham Guise - Briggs